# Sphaerexochus
Sphaerexochus is een geslacht van uitgestorven trilobieten, dat leefde van het Ordovicium tot het Siluur.

## Beschrijving
Deze 3 cm lange trilobiet bezat een bol en langwerpig lichaam met een dikke schaal van calciet, een verhoogde bolle, centrale as en een opgezwollen glabella, die de grootste breedte van de kop in beslag nam. De genale stekels aan beide wangen waren gereduceerd. De uit 11 segmenten bestaande thorax had puntige, neerwaarts gekromde stekels aan de pleurae. Het korte staartschild bestond eveneens uit stekels. Het geslacht was een bewoner van koraalriffen en leefde in vrij ondiep water.